# Invicta Watch Group

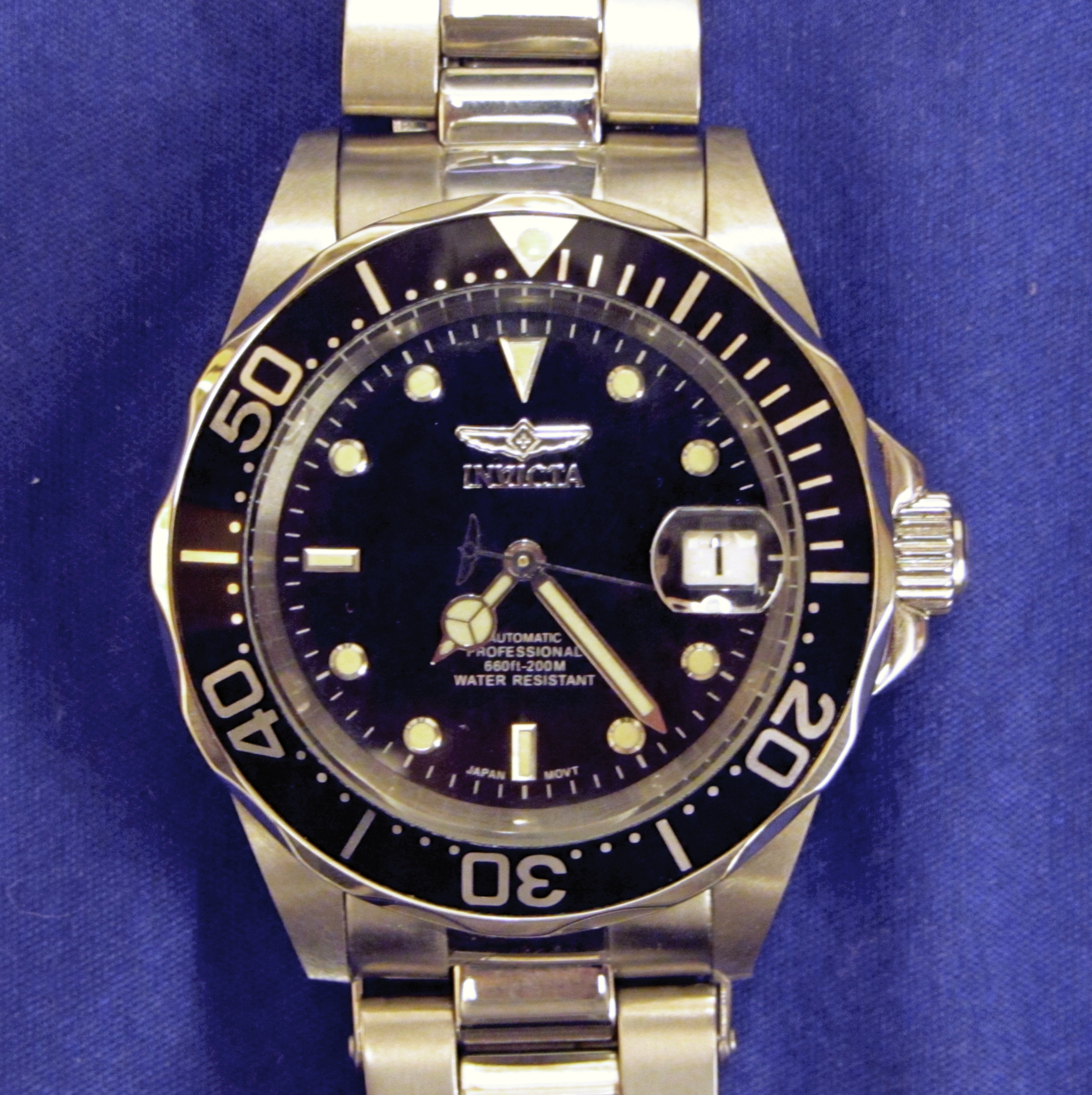
Reloj de buceo Invicta Automatic Pro Diver 8926

Invicta es un diseñador y fabricante de relojes estadounidense con sede en Hollywood (Florida). Comenzó como una empresa de relojes suiza, fundada en 1837 por Raphael Picard en La Chaux-de-Fonds.

## Historia
A principios de la década de 1980, Invicta se declaró en quiebra y fue vendida en 1983 a Ondix S.A, que continuó produciendo relojes Invicta en Suiza. Ondix cerró debido a las ventas decepcionantes, e Invicta se restableció en 1991, cuando fue adquirida por Eyal Lalo. En abril de 2016, la compañía adquirió el fabricante de relojes suizo Glycine, y el director ejecutivo de Invicta prometió respetar la independencia de Glycine, apoyando al fabricante de relojes suizo financieramente.
El 1 de junio de 2023, la división minorista estadounidense de Invicta, Invicta Stores, presentó una solicitud de quiebra, con planes para cerrar algunas de sus comercios minoristas.

## Gama de productos
Invicta produce parte de sus relojes en Suiza. Estos modelos llevan el rótulo "Swiss Made" en la esfera del reloj, lo que se especifica en la descripción del sitio web de la firma.
En noviembre de 2012, Invicta anunció una línea de relojes avalados y diseñados a través del Jugador de la NFL Jason Taylor (miembro del Salón de la Fama del Fútbol Americano Profesional).
En febrero de 2020, Invicta anunció una asociación con el holding Authentic Brands Group (ABG) para promocionar sus relojes con el jugador de la NBA Shaquille O'Neal como figura publicitaria de la marca.